# Myths of the Near Future
Myths of the Near Future es el álbum debut de la banda británica de new rave Klaxons. Fue lanzado el 29 de enero de 2007 a través de Polydor Records.
El álbum contiene versiones regrabadas de Gravity's Rainbow, Atlantis to Interzone y Four Horsemen of 2012, junto con los sencillos Magick, Golden Skans y, posteriormente, It's Not Over Yet.
Lleva el nombre de Myths of the Near Future, debido a una colección de cuentos del escritor británico J. G. Ballard. El álbum fue grabado en Battle, East Sussex.
A la semana de su lanzamiento, el sencillo Golden Skans subió al número 7 en el UK Top 40 charts. 
El álbum recibió una crítica entusiasta de NME, aunque recibió críticas más diversas de otros especialistas. En el Reino Unido, el álbum fue lanzado con un anónimo instrumental en el minuto 17 con 17 segundos de la canción Four Horsemen of 2012.
Este disco ganó el Mercury Prize en 2007.

## Posiciones
El álbum alcanzó el número 2 en el UK Album Chart, debajo de Norah Jones con su álbum "Not Too Late".
Desde su lanzamiento en enero de 2007, el álbum tuvo un aumento considerable en las listas de éxitos, con un pico tan alto como el número 19 el 7 de julio de 2007.

## Lista de canciones
Todas las canciones escritas y compuestas por Klaxons, excepto donde hay anotaciones. 
| N.º | Título                                                                                      | Duración |  |
| 1.  | «Two Receivers»                                                                             | 4:18     |  |
| 2.  | «Atlantis to Interzone»                                                                     | 3:18     |  |
| 3.  | «Golden Skans»                                                                              | 2:45     |  |
| 4.  | «Totem on the Timeline»                                                                     | 2:41     |  |
| 5.  | «As Above, So Below»                                                                        | 3:58     |  |
| 6.  | «Isle of Her»                                                                               | 3:54     |  |
| 7.  | «Gravity's Rainbow»                                                                         | 2:37     |  |
| 8.  | «Forgotten Works»                                                                           | 3:26     |  |
| 9.  | «Magick»                                                                                    | 3:30     |  |
| 10. | «It's Not Over Yet» (Versión de Not Over Yet) (Rob Davies/Paul Oakenfold/Michael Wyzgowski) | 3:35     |  |
| 11. | «Four Horsemen of 2012»                                                                     | 2:18     |  |

- Datos: Q2333627